# Józef Pankiewicz
Józef Pankiewicz (sinh ngày 29 tháng 11 năm 1866 tại Lublin – mất ngày 4 tháng 7 năm 1940 tại La Ciotat) là một họa sĩ, nghệ sĩ đồ họa và giáo viên mỹ thuật trường phái ấn tượng người Ba Lan.

## Tiểu sử
Từ năm 1884 đến năm 1885, Pankiewicz học vẽ tại Trường Mỹ thuật ở Warsaw dưới sự hướng dẫn của các họa sĩ Wojciech Gerson và Aleksander Kamiński. Nhờ vào học bổng, ông theo học tại Học viện nghệ thuật hoàng gia ở Saint-Petersburg. Năm 1889, Pankiewicz cùng với Władysław Podkowiński đến Paris để tham gia Triển lãm Universelle. Tại đây, ông được trao huy chương bạc cho bức tranh Chợ rau.
Năm 1897, Pankiewicz trở thành một trong những thành viên sáng lập của Hiệp hội các nghệ sĩ Ba Lan "Sztuka". Ông được bổ nhiệm làm giáo sư tại Học viện Mỹ thuật Kraków vào năm 1906. Ông đi du lịch ở Pháp, đặc biệt là dọc theo bờ biển Địa Trung Hải, và cho ra đời một loạt tranh phong cảnh.
Năm 1927, Pankiewicz được phong là thành viên của Legion of Honor. Năm 1933, ông được trao tặng Huân chương Polonia Restituta. Trong những năm tháng cuối đời, ông nghỉ hưu và chuyển đến sống ở La Ciotat, nơi ông qua đời.

## Tranh tiêu biểu

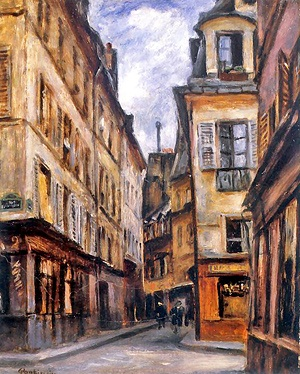
Rue Cardinale, Paris
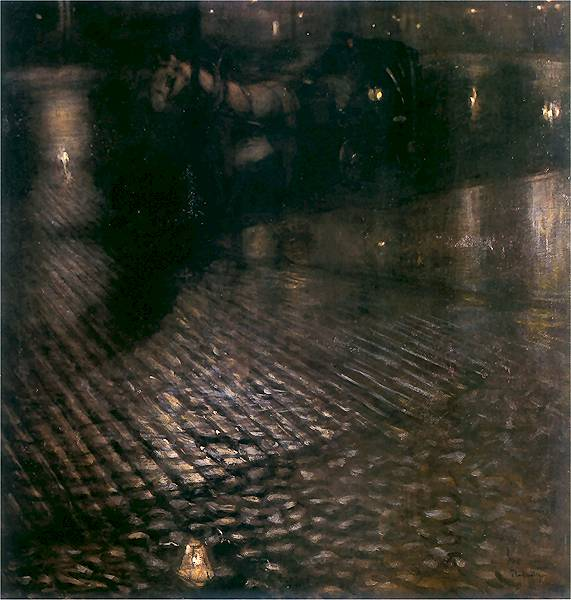
Cab vào ban đêm
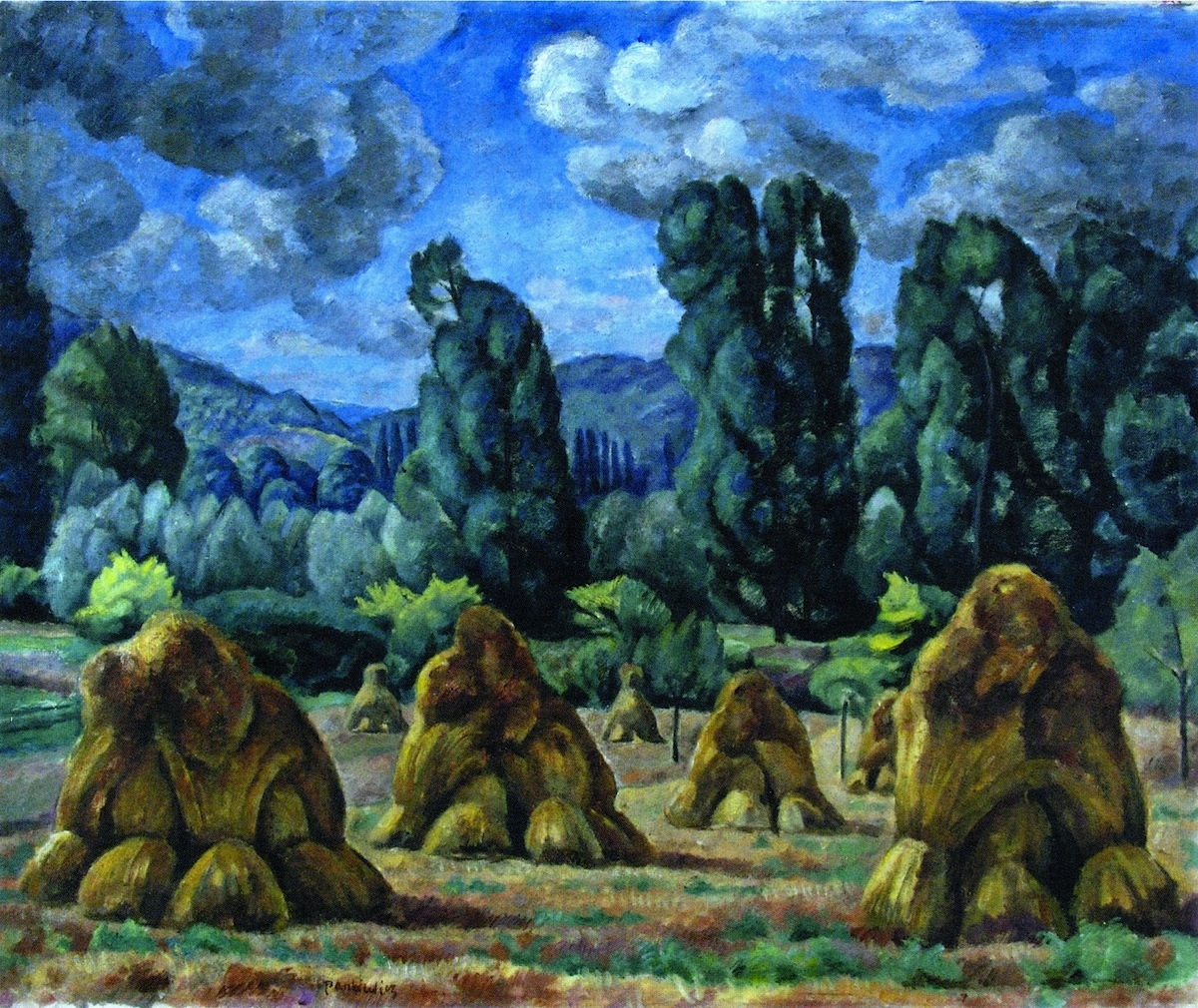
Haystacks
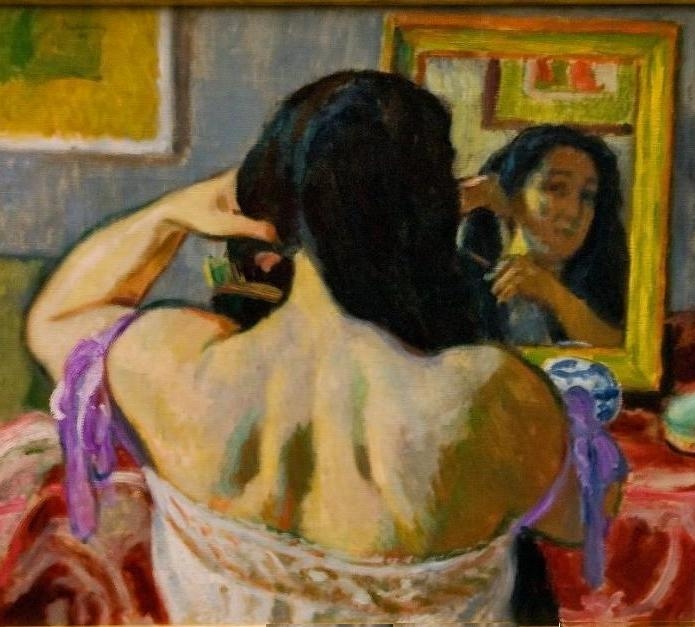
Người phụ nữ chải tóc